# Monica Strömmerstedt
Monica Hanne Sofie Strömmerstedt, född 10 augusti 1939 i Karlskrona, död 20 oktober 2011, var en svensk skådespelare och författare. 

## Biografi
Strömmerstedt utexaminerades från Statens scenskola i Malmö 1966.
Hon medverkade i flera filmer på 1960-talet och gav även ut boken Med vett och vilja?: uppsåtets gränser i doktrin och rättspraxis 1987. 
Monica Strömmerstedt var dotter till journalisterna Hardy Strömmerstedt och Margit Strömmerstedt, ogift Holke.

## Filmografi i urval
- 1967 – Tvärbalk
- 1967 – Roseanna
- 1967 – Bränt barn
- 1968 – Jag – en oskuld
- 1969 – Porträtt av en stad

## Teater

### Roller
| År   | Roll | Produktion                                                  | Regi                       | Teater                   |
| ---- | ---- | ----------------------------------------------------------- | -------------------------- | ------------------------ |
| 1961 |      | Ung och grön (Salad Days) Dorothy Reynolds och Julian Slade | Jan Hemmel Frank Sundström | Helsingborgs stadsteater |